# Constantin Mourousis

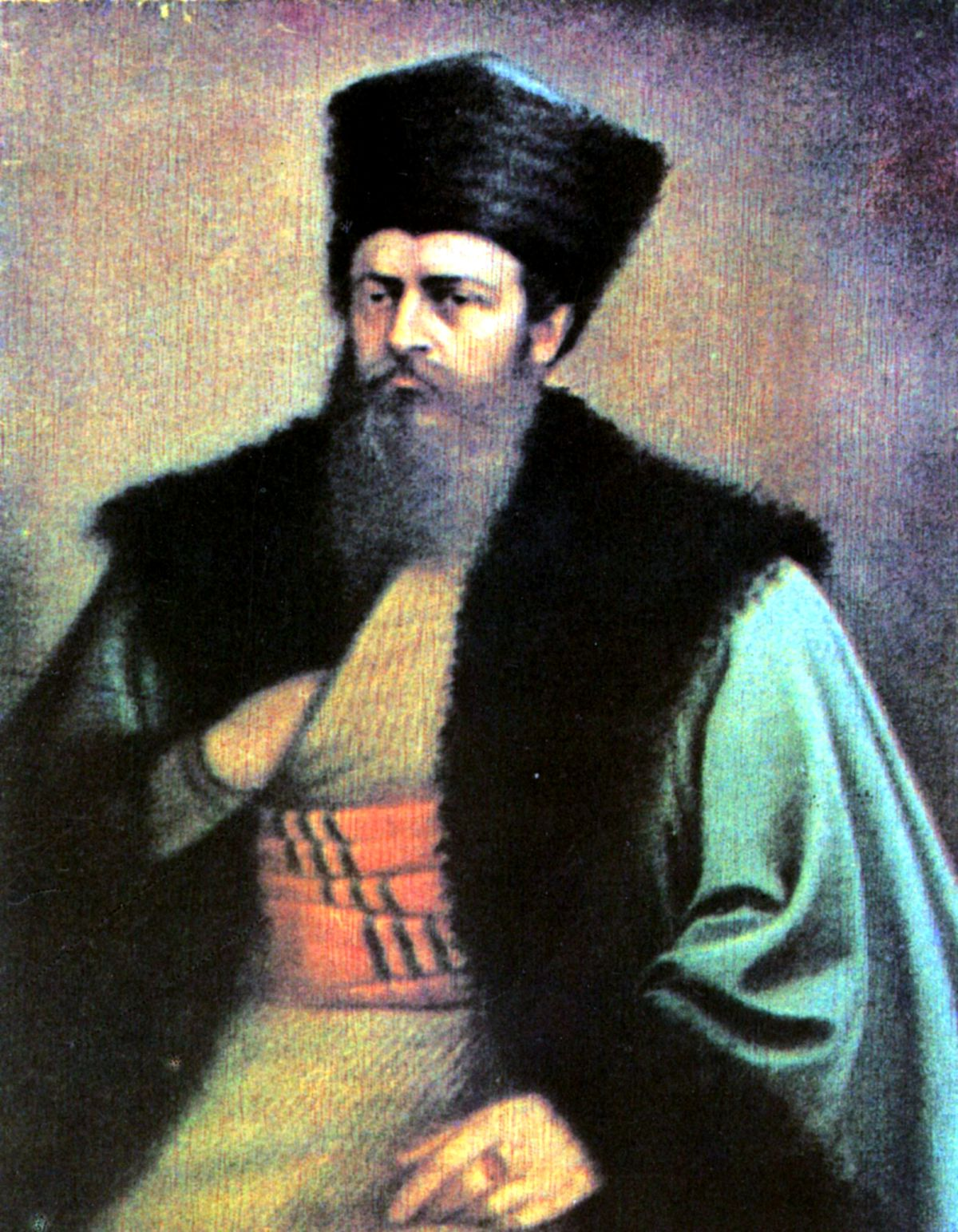
Constantin Mourousis

Constantin Demetrius Mourousis (griechisch Κωνσταντίνος Δημήτριος Μουρούζης Konstantinos Demetrios Mourousis, rumänisch Constantin Dimitrie Moruzi; * 1730 in Konstantinopel; † 1. Mai 1787 ebenda) war ein phanariotischer Prinz des Fürstentums Moldau und Mitglied der Familie Mourousis. Mourousis war bemerkenswerter Polyglott und sprach fünf Sprachen: Griechisch, Latein, Französisch, Arabisch und Türkisch.
1761 wurde Mourousis Großer Postelnic (Außenminister) im Fürstentum Moldau und bald darauf Dragoman (stellvertretender Minister) der osmanischen Admiralität und schließlich Großer Dragoman. Es gibt Hinweise darauf, dass er an der Entlassung und Ermordung seines Vorgängers Grigore III. Ghica durch die hohe Pforte politisch beteiligt war. Mit dem Vertrauen des Sultans Mustafa III. bestieg er am 12. Oktober 1770 den Thron der Moldau.
Mourouzis verbrachte einen Großteil seiner Zeit in Iași und war mit dem Eintreiben von Abgaben vertraut, die von der Pforte gefordert wurden. Er kämpfte aber gegen verschwenderischen Luxus und umgab sich mit Gelehrten, wobei er sich besonders um Schulen und die Gründung von Stipendien kümmerte. Er wurde am 7. Juni 1782 abgesetzt und auf die Insel Bozcaada verbannt. Er kehrte 1783 nach Konstantinopel zurück, starb aber dort bald darauf. Mourousis war mit Smaragda Giorgiaidissa Ghykaina, der Tochter von Dimitrie Gheorghiadis Sulgearoglu, verheiratet und hatte mit ihr zehn Kinder.